# رایان بانیا
ریان بنیا (ترکی استانبولی: Rayyan Baniya؛ زادهٔ ۱۸ فوریهٔ ۱۹۹۹) بازیکن فوتبال اهل ایتالیا است.
از باشگاه‌هایی که در آن بازی کرده‌است می‌توان به باشگاه فوتبال فاتح کاراگومروک اشاره کرد.